# 追跡ハイク
追跡ハイク（ついせきハイク）とは、グループ単位で行う野外レクリエーションゲームのひとつ。追跡ハイキングともいうが、追跡ハイクの呼び名が広く知られている。

## 概要
先行者と追跡者に分かれ、先行者が残した手がかりをたどっていく、ゲーム化された知的なハイキングである。
一般的に先行者は熟練した指導者が勤める。
追跡者が年少者なら、追跡理由に地域の伝説などの物語性を加味して実施すると効果的であるが、年齢が上がっている場合は地域の文化遺産などを利用して知的探求心に訴えて行うことが肝要である。
また追跡ハイクは、ボーイスカウトの活動でよく行われている。

## 設営

### コース設定
参加者の年齢、人数により実施地を選定する必要がある。また、自然の事物、地域の生活、歴史遺産など、注目する対象を何にするかによっても変わってくる。実施地が決まったら、事前に実地踏破をしてコースを決定していく。

### 目印
当日は、あらかじめ決めておいたコース上に、手がかりとなる目印をつけていく。この場合、追跡者が道に迷わないよう細心の注意を払う必要がある。また、ハイキングの途中で目印が取られたり壊されたりしないよう工夫しなければならない。なお、追跡ハイク終了後に、目印を必ず取り去るようにする。目印の大切さについては、「登山で案内の矢印を勝手に消したり、書き換えたりすると遭難する」というような例を交えて伝えるのも一つの方法である。
目印には、自然物を利用した目印、人工物を利用した目印、既存の物に書いた目印の3種類がある。
1. 自然物を利用した目印 - 小石、木の枝、草、流木など
2. 人工物を利用した目印 - 紙テープ、リボン、ビニールテープなど
3. 既存の物に書いた目印 - 棒で土の地面に直接書く、石にチョークで書くなど

### 課題
目印を単純に追って行くだけではなく、途中で課題を設定することにより、変化に富んだコース設定ができる。課題は、植物観察、史跡からの出題、遊びを取り入れたものなど、あらゆることが可能である。また、カードを利用するなどで無人化することも考えられる。